# Spirit (album, Depeche Mode)
Spirit je čtrnácté studiové album britské skupiny Depeche Mode, které bylo celosvětově vydáno 17. března 2017. Je druhým albem skupiny vydaným pod Columbia Records. Producentem se stal James Ford. 5. května 2017 začalo turné Global Spirit Tour, jež skončilo 23. července v Rumunsku. Turné se týkalo i České republiky, kde Depeche Mode vystoupili 24. května. Díky úspěšnosti se rozhodli vrátit se do Evropy a 31. ledna 2018 vystoupili v Česku podruhé.

## Seznam skladeb
Všechny skladby napsal(i) Martin Gore, pokud není uvedeno jinak. 
| Pořadí         | Název                           | Autor                  | Délka |
| -------------- | ------------------------------- | ---------------------- | ----- |
| 1.             | Going Backwards                 |                        | 5:42  |
| 2.             | Where's the Revolution          |                        | 4:59  |
| 3.             | The Worst Crime                 |                        | 3:48  |
| 4.             | Scum                            |                        | 3:14  |
| 5.             | You Move                        | Gore, Gahan            | 3:49  |
| 6.             | Cover Me                        | Gahan, Gordeno, Eigner | 4:51  |
| 7.             | Eternal                         |                        | 2:24  |
| 8.             | Poison Heart                    | Gahan, Gordeno, Eigner | 3:17  |
| 9.             | So Much Love                    |                        | 4:29  |
| 10.            | Poorman                         |                        | 4:25  |
| 11.            | No More (This Is the Last Time) | Gahan, Kurt Uenala     | 3:13  |
| 12.            | Fail                            |                        | 5:07  |
| Celková délka: | Celková délka:                  | Celková délka:         | 49:23 |

| Bonusy z deluxe edice | Bonusy z deluxe edice      | Bonusy z deluxe edice |
| Pořadí                | Název                      | Délka                 |
| --------------------- | -------------------------- | --------------------- |
| 1.                    | Cover Me (Alt Out)         | 4:27                  |
| 2.                    | Scum (Frenetic Mix)        | 5:26                  |
| 3.                    | Poison Heart (Tripped Mix) | 4:16                  |
| 4.                    | Fail (Cinematic Cut)       | 5:37                  |
| 5.                    | So Much Love (Machine Mix) | 7:05                  |
| Celková délka:        | Celková délka:             | 27:07                 |

## Obsazení

### Depeche Mode
- David Gahan – sólový zpěv
- Martin Gore – kytary, syntezátory, klávesy, doprovodný zpěv, sólový zpěv („Eternal“ a „Fail“)
- Andrew Fletcher – syntezátory, klávesy, doprovodný zpěv

### Technická podpora
- James Ford – produkce, bicí, mixování, pedálová steel kytara v „Cover Me“
- Matrixxman – programování
- Kurt Uenala – programování, baskytara v „Poison Heart“ a „No More (This is the Last Time)“
- Jimmy Robertson – zvukař, mixování
- Connor Long – asistent zvukaře
- Oscar Munoz – asistent zvukaře
- David Schaeman – asistent zvukaře
- Brendan Morawski – asistent zvukaře
- Brian Lucey – mastering
- Anton Corbijn – obal alba